# Aloe dewinteri
Aloe dewinteri är en grästrädsväxtart som beskrevs av Giess, Borman och Hardy. Aloe dewinteri ingår i släktet Aloe och familjen grästrädsväxter. IUCN kategoriserar arten globalt som livskraftig.
Artens utbredningsområde är Namibia. Inga underarter finns listade i Catalogue of Life.